# YAH!YAH!YAH! HELLO SCANDAL
『YAH!YAH!YAH! HELLO SCANDAL』（ヤァ!ヤァ!ヤァ! ハロー・スキャンダル）は、SCANDALのミニアルバムである。

## 内容
インディーズ最後の作品となったミニアルバム。オリコンチャートでは最高217位に留まったが、タワーレコードのJ-POP・アルバム・チャート3位にランクイン。2008年3月に北米、7月にフランス、8月には香港と、音楽大国でのビッグ・イベントへの出演など、グローバルな活動に注目が集まったことがこの結果につながったと言われている。
CDジャーナルは「豪快さと可憐さを併せ持つロックンロールをポップに奏でる。適度に粗さが残るサウンドも魅力の一つだ」と評した。

## 収録曲
1. 恋の果実
作詞：TOMOMI　作曲・編曲：MASTERWORKS
2. スペースレンジャー
作詞：TOMOMI、HARUNA　作曲：下畑良介　編曲：下畑良介、MASTERWORKS
3. 恋模様
作詞：HARUNA　作曲・編曲：MASTERWORKS
4. カゲロウ
作詞：TOMOMI、MASTERWORKS　作曲・編曲：Jin Nakamura